# Belgrade (Maine)
Belgrade és una població dels Estats Units a l'estat de Maine (EUA). Segons el cens del 2000 tenia 2.978 habitants.

## Demografia
Segons el cens del 2000, Belgrade tenia 2.978 habitants, 1.178 habitatges, i 876 famílies. La densitat de població era de 26,6 habitants per km².
Dels 1.178 habitatges en un 34,8% hi vivien nens de menys de 18 anys, en un 62,7% hi vivien parelles casades, en un 8,2% dones solteres, i en un 25,6% no eren unitats familiars. En el 18,9% dels habitatges hi vivien persones soles el 6,5% de les quals corresponia a persones de 65 anys o més que vivien soles. El nombre mitjà de persones vivint en cada habitatge era de 2,52 i el nombre mitjà de persones que vivien en cada família era de 2,89.
Per edats la població es repartia de la següent manera: un 25,3% tenia menys de 18 anys, un 5,7% entre 18 i 24, un 30% entre 25 i 44, un 27,5% de 45 a 60 i un 11,5% 65 anys o més.
L'edat mediana era de 40 anys. Per cada 100 dones de 18 o més anys hi havia 91,6 homes.
La renda mediana per habitatge era de 39.053 $ i la renda mediana per família de 42.321 $. Els homes tenien una renda mediana de 32.226 $ mentre que les dones 24.962 $. La renda per capita de la població era de 20.407 $. Entorn del 8,4% de les famílies i el 9,6% de la població estaven per davall del llindar de pobresa.